# Biswan
Biswan é uma cidade e um município no distrito de Sitapur, no estado indiano de Uttar Pradesh.

## Geografia
Biswan está localizada a 27° 30′ N, 81° 00′ L. Tem uma altitude média de 133 metros (436 pés).

## Demografia
Segundo o censo de 2001, Biswan tinha uma população de 47,746 habitantes. Os indivíduos do sexo masculino constituem 52% da população e os do sexo feminino 48%. Biswan tem uma taxa de literacia de 59%, inferior à média nacional de 59.5%; a literacia no sexo masculino é de 65% e no sexo feminino é de 53%. 16% da população está abaixo dos 6 anos de idade.